# Episodi di L.A. Law - Avvocati a Los Angeles (prima stagione)
La prima stagione della serie televisiva L.A. Law - Avvocati a Los Angeles è stata trasmessa in anteprima negli Stati Uniti d'America dalla NBC tra il 15 settembre 1986 e il 9 aprile 1987.
| nº | Titolo originale                 | Titolo italiano | Prima TV USA      | Prima TV Italia |
| -- | -------------------------------- | --------------- | ----------------- | --------------- |
| 1  | Pilot                            |                 | 15 settembre 1986 |                 |
| 2  | Those Lips, That Eye             |                 | 3 ottobre 1986    |                 |
| 3  | The House of the Rising Flan     |                 | 10 ottobre 1986   |                 |
| 4  | The Princess and the Wiener King |                 | 17 ottobre 1986   |                 |
| 5  | Simian Chanted Evening           |                 | 24 ottobre 1986   |                 |
| 6  | Slum Enchanted Evening           |                 | 31 ottobre 1986   |                 |
| 7  | Raiders of the Lost Bark         |                 | 7 novembre 1986   |                 |
| 8  | Gibbon Take                      |                 | 14 novembre 1986  |                 |
| 9  | The Venus Butterfly              |                 | 21 novembre 1986  |                 |
| 10 | Fry Me to the Moon               |                 | 4 dicembre 1986   |                 |
| 11 | El Sid                           |                 | 11 dicembre 1986  |                 |
| 12 | Sidney, the Dead-Nosed Reindeer  |                 | 18 dicembre 1986  |                 |
| 13 | Prince Kuzak in a Can            |                 | 8 gennaio 1987    |                 |
| 14 | The Douglas Fur Ball             |                 | 15 gennaio 1987   |                 |
| 15 | December Bribe                   |                 | 22 gennaio 1987   |                 |
| 16 | Beef Jerky                       |                 | 5 febbraio 1987   |                 |
| 17 | Becker on the Rox                |                 | 12 febbraio 1987  |                 |
| 18 | Fifty Ways to Floss Your Lover   |                 | 19 febbraio 1987  |                 |
| 19 | The Grace of Wrath               |                 | 26 febbraio 1987  |                 |
| 20 | Sparky Brackman R.I.P. ????-1987 |                 | 26 marzo 1987     |                 |
| 21 | Oy Vey! Wilderness!              |                 | 2 aprile 1987     |                 |
| 22 | Pigmalion                        |                 | 9 aprile 1987     |                 |